# Mauricio Toledo Gutiérrez
Mauricio Alonso Toledo Gutiérrez (Ciudad de México, 19 de junio de 1980) es un político mexicano. Egresado de la Facultad de Derecho de la Universidad Nacional Autónoma de México (UNAM).

## Primeros años
Hijo de padres chilenos, nació el 19 de junio de 1980 en la Ciudad de México. Fue dirigente del movimiento estudiantil en contra del examen único de selección para bachillerato. Participó en la huelga de hambre durante 12 días frente a la Secretaría de Educación Pública.
Se desempeñó como dirigente del Colegio de Ciencias y Humanidades (plantel sur) en la UNAM, en contra de la reforma a los planes de estudio.

## Carrera política
En 1994 se afilió al PRD e inició su carrera política como asesor de senadores y diputados.
En 2001 formó parte del Consejo Nacional del PRD. Como secretario de asuntos juveniles del Comité Ejecutivo Nacional de su partido.
Ha sido cuatro veces elegido de manera consecutiva por la vía uninominal por los coyoacanenses.
Diputado local (2006-2009), elegido por el Principio de Mayoría Relativa en el Distrito Electoral Local XXX de Coyoacán, postulado por la coalición “Por el Bien de Todos”, donde ocupó los cargos de presidente de la Comisión de Cultura, con distintos puntos de acuerdo e iniciativas que derivaron en leyes esenciales para la vida democrática de la Ciudad de México, como la Ley de Fomento al Cine, la Ley de Fomento a la Lectura y la Ley de Filmaciones. Vicepresidente de la Comisión de Notariado e integrante de las Comisiones de Presupuesto y Cuenta Pública y Vivienda.
Diputado federal (2009-2012) en la LXI Legislatura de la Cámara de Diputados por el Distrito 23 de Los Pedregales, en Coyoacán.
Presidente del Comité de Información, Gestoría y Quejas.
Secretario de la Comisión de Hacienda y Crédito público e integrante de las comisiones de Radio, Televisión y Cinematografía.
Impulsor de la Ley Federal contra el Lavado de Dinero.
Representante en el Congreso Mexicano en las convenciones de la Unión Interparlamentaria en Bangkok, Tailandia; Ginebra, Suiza y en Panamá. Así como en la Cumbre de Naciones Unidas por el Cambio Climático, COP-16, celebrada en Cancún, México
Fue elegido jefe delegacional de Coyoacán para el período 2012-2015, trienio en el que  desarrolló importantes proyectos como la construcción de una Policlínica, seis casas de cultura, cuatro polideportivos y la rehabilitación integral del Deportivo Huayamilpas.
Diputado local en la VII Legislatura de la Asamblea Legislativa del DF por el Distrito XXXII de Coyoacán, para el período 2015-2018, donde participó como presidente de la Comisión de Presupuesto y Cuenta Pública que dictaminó los presupuestos de la Ciudad de México para los ejercicios fiscales de 2016 (aprobados por unanimidad) 2017 y 2018 aprobados por mayoría de votos.
Secretario de la Comisión de Transparencia a la Gestión e integrante de las comisiones de Administración y Procuración de Justicia y Jurisdiccional y de los comités de Televisión y Bibliotecas. Promotor de la Ley de Donación Altruista de Alimentos de la CDMX que fue promulgada por el Jefe de Gobierno el 16 de 2017, es ahora Ley vigente.
Promovente de iniciativas en la VII legislatura Iniciativa de iniciativas para la reelección del Jefe de Gobierno y los Gobernadores. Paquete de reformas y nuevas leyes que crean el sistema anticorrupción de la CDMX.
Iniciativa de Ley Electoral y las Leyes orgánicas del IEDF y del Tribunal Electoral del DF, así como de Ley de Procedimientos Electorales.
Reforma al Código Civil para que los padres decidan el orden de prelación de los apellidos de los hijos. Reforma a la Ley de Educación para que los estudiantes de 1.º de secundaria reciban tabletas electrónicas como complemento para su educación. Iniciativa para crear el primer Centro de Geriatría y Gerontología de la Ciudad de México.
Reforma al Código Financiero para la inclusión de los adultos mayores en el mercado laboral, a fin de que se desarrollen de mejor manera dentro de la actividad económica de la ciudad.
Iniciativa para garantizar, por ley, el alimento y la asistencia social a las mujeres reclusas y sus hijos en la CDMX.
Fue diputado federal de la LXIV Legislatura de la Cámara de Diputados.

## Obras durante su gestión
Mauricio Toledo, como jefe delegacional de Coyoacán emprendió proyectos de alto impacto social y cultural como las obras dedicadas a la artista Frida Kahlo.
En 2014, para conmemorar el 107 aniversario del nacimiento de la pintora y los 60 años de su muerte, el titular se Coyoacán anunció la creación de tres obras que llevan su nombre: el Centro de Iniciación Artística en la Colonia Emiliano Zapata, un cine en la Alameda del Sur y un parque en la zona de los Culhuacanes.
Toledo también rehabilitó la Alameda del Sur, el Parque Ecológico Huayamilpas y puso en marcha la construcción diversos parques lineales, así como la rehabilitación de parques y jardines que hoy cuentan con ejercitadores y juegos infantiles.
Asimismo, inició el proyecto de la Policlínica "Dr. Salvador Allende", en la colonia Ajusco Huayamilpas.

## Controversias
Desde enero del 2021 la Fiscalía General de la Ciudad de México solicitó a la Cámara de Diputados iniciar proceso de desafuero contra Toledo para ser llevado a la justicia por enriquecimiento ilícito, donde hasta el momento no se ha determinado su procedencia.